# 資本雜誌
《資本雜誌》是一本香港雜誌，以月刊形式發行，曾是資本出版有限公司旗下公司，主要對象為高收入的專業人士、財經界人士、商人及管理人員為。內容包括金融報導分析、企業經營、商人及官員訪問、消閒情報等，近年亦舉辦了如研討會等活動。2002年3月與電訊盈科旗下的now.com.hk網站合作，推出《資本雜誌》電子版。
《資本雜誌》於1987年12月由鄭經翰創刊。1999年4月30日，南華傳媒集團從百樂門出版集團手中收購《資本雜誌》，並保持其原有內容及風格。2001年8月至2001年12月期間曾以雙周刊形式出版，至2002年1月改回每月出版一次。2006年，資本雜誌每周出版，與快周刊一併發售，售價20港元。

## 外部連結
- 資本雜誌 （页面存档备份，存于）